# Левченко Дмитро Валентинович
Ле́вченко Дмитро́ Валенти́нович (нар. 24 липня 1987, Кам'янське, Дніпропетровська область) — громадський діяч, меценат освітніх проєктів, волонтер АТО, колишній директор «Київпастрансу» (09.2016 — 03.2024), Голова Ради корпорації «Укрелектротранс» (з вересня 2017 року).

## Біографія
Народився 24 липня 1987 року у Дніпродзержинську Дніпропетровської області в сім'ї військовослужбовця. У 2004 році закінчив Ліцей міжнародних відносин у Києві. У 2012 році отримав диплом магістра у Київському міжнародному університеті за спеціалізацією «Адміністративний менеджмент».
З 2015 року навчається на кафедрі регіонального управління, місцевого самоврядування та управління містом Академії управління при Президентові України.

## Трудова діяльність
Розпочав трудову діяльність з посади фахівця з урядових закупівель у ДП «Нафтогаз» у 2006 році. Бере активну участь у  громадській діяльності.
Упродовж 2009—2010 рр. працював менеджером департаменту програмних систем у інформаційно-аналітичній компанії «Атлас».
З 2010 по 2011 рік — начальник відділу збуту у ТОВ «Локомотив-сервіс». З 2014 року — заступник генерального директора «Київпастранс». З 2015 року — в.о. комерційного директора «Київпастранс». З вересня 2016 року — генеральний директор КП «Київпастранс».
З вересня 2017 року — Голова Ради корпорації «Укрелектротранс».
21 березня 2024 року Левченка звільнили з посади директора КП «Київпастранс», його замінив заступник Євген Пушков.

### «Київпастранс»
За час роботи Левченка у «Київпастрансі» було втілено низку його ініціатив, зокрема:
- 2015 — започатковано пілотний проєкт із автоматизації та контролю витрат пального. Протестувавши першу мобільну АЗС[4] встановлену в автобусних парках № 2 та № 5, отримано позитивні результати: мінімізація людського фактору, чіткий контроль витрат пального, унеможливлення необґрунтованого використання, що в свою чергу дає щомісячну економію пального до 10 %.
- З грудня 2016 року в столиці впроваджено 4 нічних маршрути: № 91Н, 92Н, 93Н, 137Н[5].
- Завершено встановлення нових сучасних зупинок-павільйонів по вул. Автозаводській[6].

## Нагороди
- Орден УПЦ МП Преподобного Нестора Літописця ІІ ст. — «За заслуги перед українською церквою»

## Сім'я
- Дружина Анастасія Романівна Левченко, сини Роман та Леонід, донька Софія[7].
- Тесть Роман Романюк, народний депутат України VIII скликання від БПП.